# 상실의 시대 (2010년 영화)
《상실의 시대(喪失의時代)》(일본어: ノルウェイの森→노르웨이의 숲)은 2010년 공개된 일본의 영화로, 무라카미 하루키가 1987년에 발표한 소설 《노르웨이의 숲》을 원작으로 한다.

## 줄거리
1960년대 도쿄, 와타나베 토루는 절친한 친구 키즈키의 갑작스러운 자살로 혼란스러운 시간을 보낸다. 현실에서 벗어나고자 대학에 진학한 그는 우연히 키즈키의 옛 연인 나오코를 만나 가까워진다. 그러나 키즈키의 죽음으로 깊은 우울에 빠진 나오코는 힘들어하고, 결국 토루와 관계를 가진 후 교토 근처의 요양소로 떠난다. 
나오코에 대한 깊은 감정을 가진 토루는 그녀의 부재에 괴로워하지만, 그녀는 그 감정에 응답하지 못한다. 죽음의 그림자가 드리운 일상 속에서 토루는 대학에서 활발하고 자신감 넘치는 미도리를 만나게 된다. 나오코와 정반대의 성격을 가진 미도리에게 끌리면서 토루는 과거와 미래, 두 여자 사이에서 갈등한다. 영화는 이처럼 두 여인 사이에서 방황하며 자신의 길을 찾아나가는 토루의 이야기를 그린다.

## 출연
- 마츠야마 켄이치 - 와타나베
- 키쿠치 린코 - 나오코
- 미즈하라 키코 - 미도리
- 타마야마 테츠지 - 나가사와
- 키리시마 레이카 - 레이코
- 코라 켄고 - 기즈키
- 하츠네 에리코 - 하쓰미

## 기타
- 프로듀서: 오가와 미오코
- 공동제작: 후쿠시마 사토시
- 라인프로듀서: 슈쿠자키 케이조
- 협력프로듀서: 이케다 조
- 협력프로듀서: 마츠자키 카오루
- 조감독: 짐보 히데아키
- 조감독: 카타시마 쇼조
- 조감독: 코레야스 유
- 미술: 아타카 노리후미
- 미술: 트란 누 엔 케
- 세트: 노무라 테츠야
- 세트: 타카기 아야키
- 의상: 트란 누 엔 케
- 분장부문: 타카쿠와 사토코
- 분장부문: 타케시타 후미
- 배역: 스기노 츠요시
- 프로덕션매니저: 타구치 유스케